# Éducation patriotique en Chine
L'éducation patriotique en République populaire de Chine est une campagne et une politique de propagande et d'éducation lancée par le Parti communiste chinois à l'intention des jeunes. Elle a été lancée en 1991, mais n'a été mise en œuvre à grande échelle qu'en 1994. En mai 1995, le gouvernement chinois a publié un « Avis sur la recommandation de centaines de livres d'éducation patriotique aux écoles primaires et secondaires du pays » et a dressé une liste de cent films, cent chansons et cent livres patriotiques. L'objectif principal de la campagne était de « stimuler l'esprit de la nation, de renforcer la cohésion et d'encourager l'estime de soi et la fierté nationale ». 
Cela s'est fait par le biais d'un enseignement conçu pour construire une mémoire historique de ce qui a donné naissance à la République populaire de Chine, en mettant l'accent sur le rôle du Parti communiste chinois (PCC) dans l'obtention de l'indépendance. L'objectif est de renforcer la légitimité du PCC, qui s'est affaiblie au cours des années 1980, notamment au moment des manifestations et du massacre de la place Tiananmen en 1989,. L'universitaire Suisheng Zhao a déclaré que cette campagne s'inscrivait dans une stratégie visant à faire du PCC « la principale force patriotique et le gardien de la fierté nationale ». 

## Idéologie
Selon les « grandes lignes » de 1994, l'éducation au patriotisme se concentre sur les jeunes et repose sur le socialisme aux caractéristiques chinoises. Le contenu principal couvre l'histoire de la Chine, la culture traditionnelle et les convictions du parti. L'ébauche promeut également le nationalisme chinois. En 2019, le « Schéma pour la mise en œuvre de l'éducation patriotique dans la nouvelle ère » a été mis en œuvre. Il contient des exposés du secrétaire général du PCC, Xi Jinping, et des principes de la pensée de Xi Jinping, tels que le rêve chinois. 

## Mise en place
Dans l'après-guerre froide, le parti communiste chinois a promu une politique de nationalisme chinois. Cette forme de nationalisme a une longue histoire d'utilisation politique en Chine, apparaissant pour la première fois sous la dynastie Qing lorsque la Chine a subi une défaite humiliante lors de la première guerre sino-japonaise, et se développant au cours du 20e siècle lorsque la Chine a été confrontée à diverses conquêtes militaires aux mains de diverses puissances coloniales, occidentales et japonaises.
Après la victoire du Parti communiste en 1949 lors de la guerre civile chinoise, le président Mao Zedong a utilisé le nationalisme chinois comme outil politique pour renforcer le patriotisme chinois et la loyauté envers le parti, cherchant à aligner étroitement l'identité nationale chinoise sur un sentiment de fidélité au Parti communiste. Pendant la guerre froide, le nationalisme chinois a été promu comme une philosophie nationale unificatrice dans les institutions culturelles et éducatives chinoises et a été utilisé pour justifier la répression par le Parti des mouvements séparatistes et sécessionnistes dans les provinces de l'Ouest.
Dans les années 1980, un mouvement pro-démocratique grandissant a émergé en Chine, culminant avec les manifestations de la place Tiananmen en 1989. Le parti communiste chinois, se sentant de plus en plus menacé par le mouvement et les mesures de plus en plus draconiennes que les manifestants étaient prêts à prendre pour défendre les réformes politiques, a cherché à mettre en place une campagne d'éducation patriotique pour combattre la vague croissante de sentiments anti-parti associée au mouvement. La campagne d'éducation patriotique constituait une itération moderne de la vision nationaliste chinoise et visait à renforcer la loyauté envers le parti parmi une génération de jeunes étudiants chinois nés sous la direction de Deng Xiaoping et donc trop jeunes pour se souvenir du parti communiste et de la Chine de Mao Zedong.
Le caractère nationaliste de la campagne d'éducation patriotique n'a cependant pas été immédiatement garanti à la suite des manifestations de la place Tiananmen. Alors qu'il existait un consensus au sein du parti sur la nécessité d'une éducation politique plus ciblée de la jeune génération afin d'accroître le soutien au PCC, deux factions du parti, les conservateurs et les réformistes, ont émergé avec des visions idéologiques concurrentes de la stratégie de légitimation qui devrait être employée dans l'éducation politique de la jeunesse. Les deux factions s'accordaient à dire que le marxisme-léninisme et la pensée de Mao Zedong ne permettaient plus de légitimer suffisamment le pouvoir du PCC, mais alors que la faction conservatrice plaidait pour un renforcement de la position de l'idéologie maoïste dans l'éducation politique, la faction réformiste, dirigée par Deng Xiaoping, voyait dans le nationalisme chinois une solution alternative. Plutôt qu'unir le peuple par le socialisme, leur objectif était de l'unir par un nationalisme culturel.
En fin de compte, la campagne d'éducation patriotique était l'une des initiatives clés du parti communiste issues de la conférence nationale sur la moralité de 1990. La conférence et la campagne reflétaient toutes deux le point de vue selon lequel les échecs de l'éducation morale avaient permis l'émergence du mouvement étudiant qui avait culminé avec les manifestations de Tiananmen. En tant que tel, le parti a approuvé un plan visant à revigorer la moralisation de l'éducation afin d'empêcher d'autres mouvements subversifs de la jeunesse.
La campagne d'éducation patriotique a été lancée après une période de relative stabilité politique dans les années qui ont suivi Tiananmen et la tournée de Deng Xiaoping dans le Sud en 1992. Elle est devenue une vaste campagne d'éducation de la jeunesse qui visait principalement les élèves et les intellectuels. Le 6 septembre 1994, le Département central de la propagande chinois a publié les grandes lignes de l'éducation patriotique, codifiant ainsi la vision du PCC en matière d'éducation au patriotisme.

## Contenu
À la suite de la crise de légitimité subie par le PCC en 1989, la campagne d'éducation patriotique a été instituée pour réorienter la position idéologique du parti et encourager une nouvelle vague de nationalisme chinois. Le nouveau nationalisme de la campagne a été proposé en opposition directe au marxisme-léninisme qui avait été l'idéologie directrice de l'ère Mao, et qui était maintenant largement considéré comme dépassé par les élites du parti.
La campagne d'éducation patriotique comportait trois volets principaux. Le premier était l'institutionnalisation de l'éducation patriotique, le deuxième impliquait des réformes de l'enseignement de l'histoire et le troisième était la construction à grande échelle de « sites d'éducation patriotique ».

### L'éducation patriotique
Le premier volet de la campagne d'éducation patriotique visait à moderniser le discours officiel du PCC, afin de refléter la vision du parti, qui se considère comme le principal défenseur des intérêts nationaux chinois et le moteur de la nation. Ce changement a été mis en œuvre par des mesures telles que des directives demandant au Quotidien du peuple, l'organe de presse officiel du PCC, d'utiliser davantage la rhétorique patriotique.
Le PCC a cherché à créer un environnement social favorable à la campagne d'éducation patriotique et a promu ses idéaux par tous les moyens de propagande disponibles, notamment les livres, les magazines, les journaux, les programmes de télévision et de radio, les films, les arts visuels et les rassemblements de masse. En outre, des manifestations de masse du sentiment patriotique ont été organisées à l'occasion de fêtes traditionnelles telles que le Nouvel An lunaire, la fête nationale, la fête du travail, la fête de l'armée, l'anniversaire du Parti et la fête des enfants.

### Réformes historiques
Les réformes de l'enseignement de l'histoire chinoise ont été mises en œuvre après la répression militaire de 1989. Elles visaient à recadrer le récit fondamental de l'histoire moderne de la Chine en mettant l'accent sur les humiliations nationales de l'ère moderne, plutôt que sur la lutte des classes, qui avait été une priorité de l'enseignement de l'histoire pendant la guerre froide. Le programme d'histoire réformé cherchait à présenter le PCC comme n'étant pas simplement la voix du prolétariat, mais surtout le parti du peuple chinois. Il attribue au parti le mérite d'avoir mis fin à cent ans d'humiliation diplomatique de la Chine.
En 1992, les réformes de l'éducation ont également modifié le programme national d'histoire, étendant l'étude de l'histoire de la Chine à l'enseignement secondaire. Auparavant, seuls les élèves du collège étaient tenus d'étudier l'histoire de la Chine, qui était enseignée en toile de fond à l'étude de l'histoire mondiale.

### Construction à grande échelle de «sites d'éducation patriotique»
Les « sites d'éducation patriotique » sont le terme employé par le PCC pour désigner les musées nationaux et les monuments publics construits après 1989. Ces sites commémoratifs étaient considérés comme essentiels au projet plus large de création d'un roman national. Les sites étaient destinés à visualiser le roman national qui recadraient la mémoire collective comme un outil pour glorifier le statu quo et dénoncer les ennemis du PCC. Entre 1995 et 2009, 353 sites d'éducation patriotique de niveau national ont été construits ou rénovés dans tout le pays. La construction de sites d'éducation patriotique en quatre vagues distinctes de développement en 1997, 2001, 2005 et 2009 suggère que les sites ont été érigés conformément à un programme délibéré et préétabli du gouvernement central.
Les sites ont été conçus pour couvrir un large éventail de souvenirs historiques, en abordant des sujets populaires de l'histoire chinoise, notamment la deuxième guerre sino-japonaise (1931-45), la guerre civile chinoise entre le Parti communiste et le Kuomintang, l'histoire de l'ancienne civilisation chinoise et la vie des dirigeants du PCC à ses débuts. Les thèmes sont liés d'une manière ou d'une autre aux villes qui abritent les sites : le musée commémoratif de Mao Zedong est ainsi situé dans la ville natale de l'ancien dirigeant, et le Nanjing Massacre Memorial Hall commémore le massacre qui s'y est déroulé en 1937.

## Thèmes abordés
Deux thèmes principaux ont dominé la campagne d'éducation patriotique. Le premier est l'histoire et la tradition chinoises, le second est l'intégrité territoriale et l'unité nationale.